# Burgwall Leegebruch

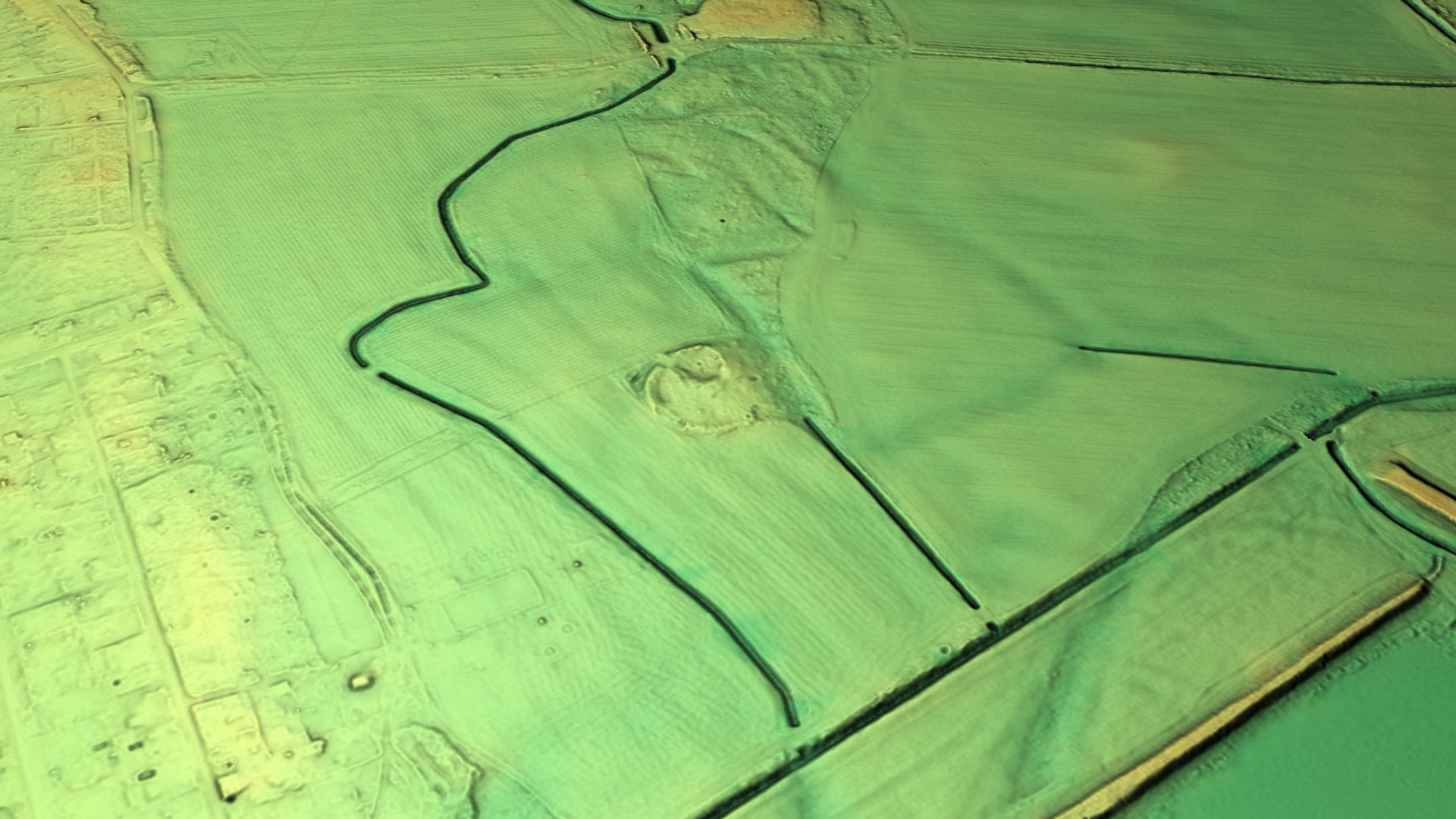
3D-Ansicht des digitalen Geländemodells

Bei dem Burgwall von Leegebruch, einer Gemeinde im Landkreis Oberhavel in Brandenburg, handelt es sich um den Burgstall einer slawischen Niederungsburg, einen slawischen Burgwall.
Das Bodendenkmal liegt südöstlich des Ortes in der Niederung an der Muhre. Wie Funde zeigten, existierte die kleine Burganlage in der altslawischen Zeit des 8. bis 9. Jahrhunderts. Sie wurde auf einer natürlichen Sandinsel mitten im Muhrelauf errichtet. Damit lag sie wie auf einer Art Insel und war so auf natürliche Weise geschützt. Die Burgbewohner gehörten dem Stamm der Rezanen an, die an der oberen Havel siedelten.